# Улица Первооткрывателей Башкирской Нефти
Улица Первооткрывателей Башкирской Нефти — одна из главных улиц города Ишимбая, связывающая центральную часть города с микрорайонами Перегонным и Нефтяником, переходит в улицу Блохина. На улице Первооткрывателей Башкирской Нефти находится мемориальный комплекс «Вышка-бабушка».
Главное предприятие — ЗАО «ИНМАН» (производство манипуляторов) находится по адресу ул. Первооткрывателей Башкирской Нефти, 2.
Также на улице находится ООО «Ишимбайское управление автоматизации нефтедобычи», дом 4.
Почтовый индекс: 453203.